# Fragonard (azienda)
La Profumeria Fragonard è un'azienda fondata nel 1926 a Grasse, Francia, da Eugène Fuchs. La famiglia Fuchs decise di dare all'azienda il nome Fragonard per essere associata a Grasse e alla raffinatezza delle arti del pittore Jean-Honoré Fragonard attivo nel XVII secolo e nativo di Grasse. La Profumeria Fragonard si occupa della creazione di profumi, vestiti e oggetti d’arredamento per la casa. I prodotti più celebri sono la crema viso alla pappa reale e il profumo femminile Belle de Nuit. La profumeria Fragonard, una delle più antiche di Grasse, attualmente possiede sei musei e tre fabbriche, delle quali due sono attive dal principio di attività dell'azienda.

## Storia

### Grasse
Grasse divenne la capitale dei profumi grazie alla sua posizione e al clima favorevole alla crescita di diverse piante ed erbe aromatiche. Nel XIX secolo le botteghe artigianali furono presto sostituite da industrie e così furono fondate aziende come Fragonard, Galimard, Molinard. La profumeria divenne presto una risorsa economica esclusiva e importante per la città, che resistette alla prima guerra mondiale (1914-1918), alla crisi del 1929 ed alla seconda guerra mondiale (1939-1945).

### Le origini e gli sviluppi
Eugene Fuchs si trasferì a Grasse e rimase incantato dal mondo dei profumi. Poiché desiderava avere un'azienda propria, decise di comprare due profumerie e così nacque la profumeria Fragonard nel 1926.
Agli inizi degli anni trenta, parallelamente allo sviluppo dei profumi, ebbe luogo la creazione di uno “stile di vita” a marchio Fragonard. Oggetti d’arredamento, vestiti, accessori e gioielli furono alcune delle iniziative ideate e portate avanti da  Jean-François Costa.
Sono le tre sorelle Costa, Anne, Agnes e Françoise, figlie di Jean-François Costa, che gestiscono Fragonard. Il trio non era inizialmente interessato a lavorare nell'azienda di famiglia. Anne studiò medicina, Françoise economia e Agnes legge che si appassionò al marketing al termine dei suoi studi. Agnes trascinò, prima Anne e poi Françoise dentro l'azienda e dal 1999 Fragonard è gestita dalle tre sorelle Costa.

### Jean-François Costa
Jean-François Costa nacque nel 1921 e fin dai primi tempi sviluppò un interesse e una passione per l'arte. La sua passione fu incrementata da suo zio George Fuchs e sebbene suo padre, Françoise Costa, non approvasse, regalò il primo quadro della sua collezione d'arte intitolato: “The Sacrifice of the Rose”. Jean-François incrementò la sua passione negli oggetti d'antiquariato visitando musei, viaggiando, leggendo e incontrandosi con curatori, ricercatori e appassionati d'arte come lui. Mobili d'arredo, sculture, dipinti e oggetti in ceramica erano pezzi fondamentali nelle collezioni di Jean-François Costa.

## Prodotti

### Risorse naturali
Fragonard utilizza materiali grezzi e materiali di sintesi. I materiali grezzi hanno origine naturale: i fiori come la rosa, la lavanda e la mimosa, ma anche frutta, semi, radici e cortecce. I materiali di sintesi furono utilizzati per la prima volta nel profumo Chanel N° 5 e da allora è frequente il loro utilizzo. Nonostante il costo di questi materiali possa essere più elevato in confronto a quelli grezzi, vengono spesso selezionati per motivi ecologici. I materiali di sintesi sono realizzati grazie allo sviluppo della tecnologia e dell'industria del profumo.

### Crema viso alla Pappa Reale
La crema viso alla pappa reale è il prodotto cosmetico più antico di Fragonard e uno dei prodotti più venduti dell'azienda. La crema fu creata per l'inaugurazione della fabbrica Fragonard a Èze (Francia) nel 1968. 
La crema viso alla pappa reale di Fragonard è celebre per le sue proprietà anti-età. La pappa reale veniva usata nella medicina cinese ed è un nutriente ricco di vitamine e minerali.

### Belle de Nuit
Belle de Nuit è un profumo in produzione dal 1946 e prende il nome da un fiore dell'America del Sud, bella di notte, esportato in Europa per la prima volta intorno al XVI secolo. Il fiore si apre completamente di notte e si chiude all’alba.

### "Estagnon"
Durante le due guerre mondiali vi era scarsità di vetro. La casa Fragonard dovette inventarsi un nuovo contenitore fabbricato di un altro materiale. Nacque così l’estagnon : una bottiglia cilindrica di alluminio. L’uso di questo materiale fu importante per il campo dei profumi perché proteggeva il profumo dalla luce e dal calore, evitando che evaporasse e il suo odore si attenuasse, veniva così garantita al profumo una durata di 4 anni. L'alluminio viene tuttora colorato d’oro per dare un tocco più femminile alla confezione.
| Donna       | Uomo           |
| ----------- | -------------- |
| Emilie      | Concerto       |
| Fragonard   | F !            |
| Etoile      | Beau gosse     |
| Eclat       | Désert         |
| Frivole     | Eau de Hongrie |
| Daïma       | L'aventurier   |
| Ile d'amour | Homme élégant  |

## Fabbriche e Musei

### Grasse: Museo del profumo
Il museo del profumo di Grasse fu inaugurato nel 1975. La fondazione del Museo era un'idea innovativa per Grasse poiché nessuno vi aveva pensato prima per incrementare il turismo nella zona. 
Nel museo sono esposte collezioni antiche e rare di bottiglie di profumo e articoli da toeletta di Jean-François Costa.

### Parigi: Museo del profumo Rue Scribe
Il museo a Parigi è ubicato in un palazzo privato, stile Napoleone III, e fu aperto nel 1983. I suoi interni, a partire dai soffitti affrescati, lampadari e collezioni private, sono tutelati dalle belle arti.

### Fabbrica storica
La fabbrica storica di Fragonard è ubicata in un palazzo storico del XIX secolo. La fabbrica è aperta al pubblico tutti i giorni anche durante il suo funzionamento. Il pubblico può aver accesso a officine e laboratori grazie alla visite guidate.